# Транспорт в Ирландии

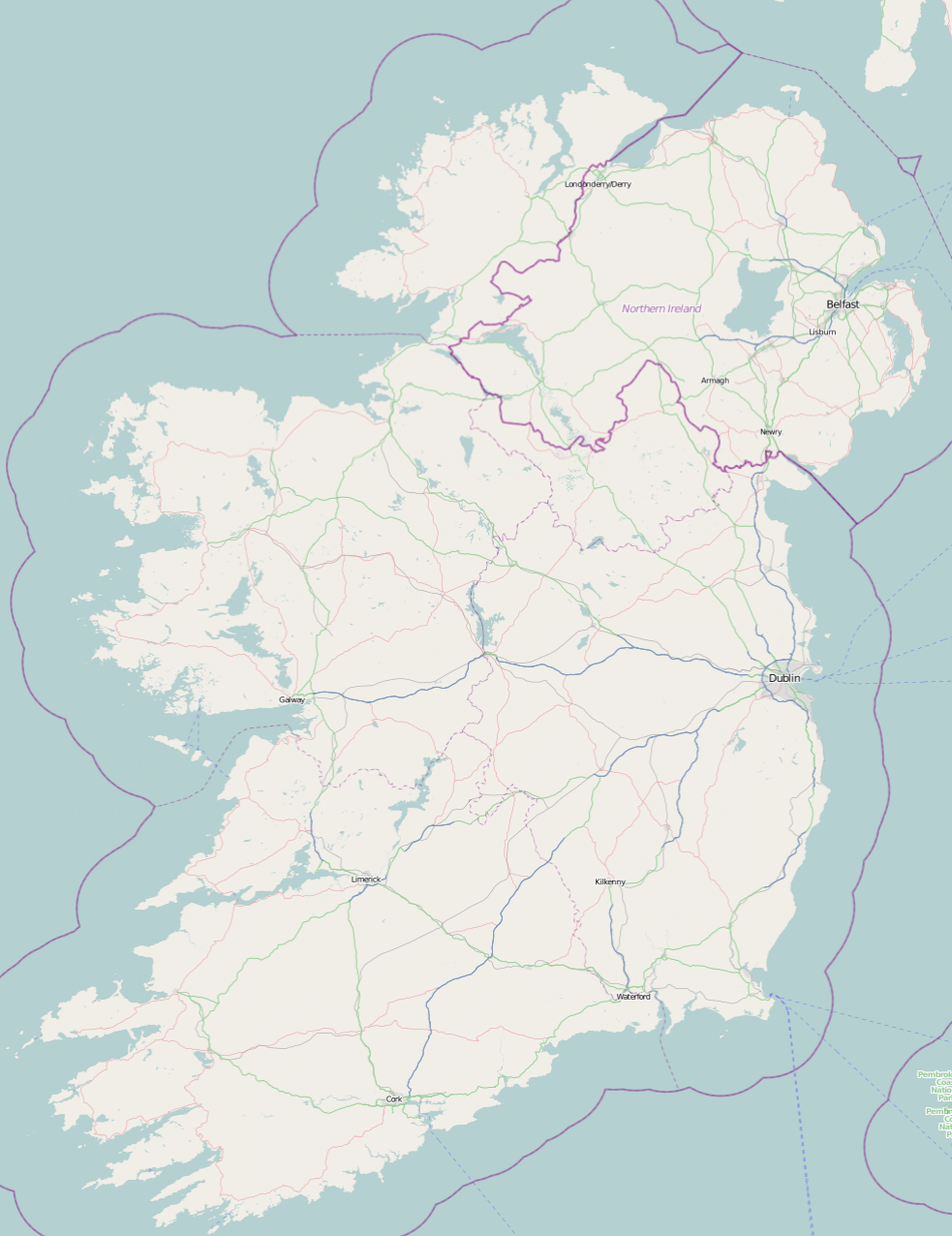
Карта крупных автодорог острова Ирландия. Автомагистрали показаны синим цветом, прочие крупные дороги — зелёным.

Железнодорожная сеть Ирландии. Отмечены также аэропорты и морские порты.

Бо́льшая часть транспортной системы Ирландии является общественным достоянием по обе стороны ирландской границы. Сети автодорог Ирландии развивались самостоятельно в этих двух частях, на которые Ирландия разделена, в то время как железнодорожная сеть была в основном сформирована до разделения Ирландии.

## Республика Ирландия
В Республике Ирландия Министр Транспорта, действуя через Департамент Транспорта, занимается государственными автодорожными и железнодорожными сетями, общественным транспортом, аэропортами и некоторыми другими вопросами. Хотя некоторые участки автотрасс были построены за счёт частных или государственно-частных фондов, и имеют статус платных дорог, они находятся в собственности Правительства Ирландии. Железнодорожная сеть также принадлежит и управляется государством, в то время как, только основные аэропорты принадлежат правительству. Общественный транспорт находится в основном в руках установленной законом компании, Córas Iompair Éireann (CIÉ), и её подразделений — Bus Átha Cliath (дублинский автобус), Bus Éireann (автобусные перевозки) и Iarnród Éireann (железнодорожные перевозки).
1 ноября 2005 года правительство опубликовало план Transport 21, в котором заложены расходы в размере 18 миллионов евро на развитие автодорожного сообщения и 16 миллионов — железных дорог, включая Western Railway Corridor и дублинское метро.

## Северная Ирландия
В Северной Ирландии автодорожные и железнодорожные сети находятся в госсобственности. Департамент Развития Региона отвечает за эти и другие направления(такие как водоснабжение). Два из трёх главных аэропорта в Северной Ирландии находятся в частной собственности и управлении. Исключение Городской аэропорт Дерри, находящийся на балансе Городского Совета Дерри. Установленная законом компания Northern Ireland Transport Holding Company(предоставляет услуги под брендом Translink) предоставляет услуги общественного транспорта, через три дочерних компании — North Ireland Railways Co. Ltd., Ulsterbus Ltd. и Citybus Ltd.